# Trifón de Péchenga
San Trifón de Péchenga (del ruso: Преподобный Три́фон Печенгский, Кольский), en finés: Pyhittäjä Trifon Petsamolainen (Kuolalainen) y en sami skolt: Pââˊss Treeffan fue un monje ruso de la Iglesia ortodoxa que llevó una vida ascética en la península de Kola y Laponia en el siglo XVI. Es considerado el fundador del monasterio de Péchenga y se le acredita también la conversión al cristianismo del pueblo skolts.
- Datos: Q2987904
- Multimedia: Tryphon of Pechenga / Q2987904